# 7209 Cyrus
A 7209 Cyrus (ideiglenes jelöléssel 3523 P-L) a Naprendszer kisbolygóövében található aszteroida. Cornelis Johannes van Houten, Ingrid van Houten-Groeneveld és Tom Gehrels fedezte fel 1960. október 17-én.